# Avanti gloriose schiere
Avanti gloriose schiere è un brano musicale composto nel 1936. 
Il canto venne scritto nell'anno della proclamazione dell'impero coloniale italiano e rappresenta ancora una volta una chiara esaltazione al colonialismo in Africa. Esso racconta di un soldato pronto a lasciare la famiglia e gli affetti più chiari per partire alla volta della guerra in Africa per dare all'Italia il suo impero, ricostruendolo da quello che fu l'Impero romano (avrà l'Africa un sol nome: Roma, / che è il gran nome dell'eterna civiltà). 
Come in molti canti dell'epoca fascista, il colonialismo viene visto come voluto e perpetrato unicamente dal fascismo, ponendo il governo del regno d'Italia in netto secondo piano (Giovinezza si canta, e quel canto / forza, amore, conquiste ci dà).